# Eurogas
 (juin 2017).
Si vous disposez d'ouvrages ou d'articles de référence ou si vous connaissez des sites web de qualité traitant du thème abordé ici, merci de compléter l'article en donnant les références utiles à sa vérifiabilité et en les liant à la section « Notes et références ».
Eurogas est une association représentant le secteur de la vente (en gros et en détail) et de la distribution de gaz en Europe.
Créée en 1990, l'association comprend en 2016 43 membres (associations d'industriels, entreprises, basées dans 24 pays)[réf. nécessaire].
Elle représente et défend les intérêts du secteur gazier auprès des institutions de l'Union Européenne et, à ce titre, participe notamment au « Forum de Madrid sur la Réglementation du Gaz » (Madrid Gas Regulatory Forum) depuis sa création (1999), ainsi qu'au « Groupe de Coordination du Gaz » (Gas Coordination Group), au Forum de l'Énergie des Citoyens (Citizens Energy Forum) et à d'autres groupes de travail européens[réf. nécessaire].
Ses membres travaillent ensemble à l'analyse de l'impact des initiatives politiques et législatives européennes sur leurs activités et communiquent leurs conclusions et suggestions à diverses parties intéressées de l'Union Européenne[réf. nécessaire].
L'association fournit également des statistiques et des prévisions sur la consommation de gaz. Pour cela, elle peut s'appuyer sur les données nationales fournies par ses associations et sociétés membres.

## Histoire
Eurogas a été créé en 1990[réf. nécessaire] pour renforcer la représentation des intérêts de l'industrie du gaz, pour remplacer un groupement plus informel COMETEC-Gaz (Comité d'études économiques de l'Industrie du Gaz) qui était basé à Bruxelles et représentait alors l'industrie gazière européenne. 
Liste des présidents[réf. nécessaire]: 
- Juan Badosa, ancien président d'Enagas
- François Guttman, ancien président de Gaz de France
- George Verberg, ancien directeur général de Gasunie
- Burckhard Bergmann, ancien président du Conseil d'E.ON Ruhrgas AG
- Pierre Gadonneix, ancien président de Gaz de France
- Simon Lewis, ancien directeur de la communication et de la politique publique de Centrica
- Enrique Locutura, directeur général de Gas Natural SDG
- Willy Bosmans, ancien président-directeur général d’Electrabel
- Domenico Dispenza, ancien Directeur général d’ENI S.p.A
- Jean-François Cirelli[1], ancien Vice-président et Directeur général délégué d'Engie (anciennement GDF Suez) (de juin 2010 à 2014)
- Gertjan Lankhorst[2], président-directeur général de GasTerra
- Klaus Schäfer[3], président-directeur général de Uniper
- Philippe Sauquet[4], Directeur Général gaz, énergies renouvelables et électricité de Total

Liste des secrétaires généraux[réf. nécessaire]: 
- Peter Claus, 1990 à 2002
- Jean-Marie Devos, octobre 2002 à 2011
- Beate Raabe, mai 2011 à janvier 2019
- James Watson, janvier 2019 à aujourd'hui

## Missions
Eurogas veille au bon fonctionnement du marché gazier et s’applique à renforcer la place du gaz dans le mix énergétique, par l’instauration d’un dialogue permanent avec les acteurs de l’industrie européenne, les producteurs mondiaux de gaz et les institutions compétentes telles que la Commission européenne[réf. nécessaire].  

## Activités
Les principaux domaines d'action d’Eurogas concernent notamment[réf. nécessaire]:
- la politique énergétique de l'Union européenne ;
- la structure et la régulation et la constitution d'un marché intérieur de l'énergie européen ;
- la sécurité d'approvisionnement ;
- la compétitivité du marché gazier ;
- le stockage et la fourniture de gaz naturel liquéfié ;
- les statistiques de l'énergie et la prévision économique ;
- la taxation de l'énergie, d'éventuelles écotaxes ;
- la protection de l'environnement et les politiques concernant le changement climatique ;
- l'efficacité énergétique ;
- les relations extérieures de l'Union européenne, et le Dialogue UE-Russie

## Organisation
- Le président : Philippe Sauquet, Directeur Général gaz, énergies renouvelables et électricité de Total (qui a remplacé Klaus Schäfer).
- L'assemblée générale : elle se réunit une fois par an, pour définir les missions prioritaires de l’association.
- Le conseil d'administration: ce conseil élu, présidé par le Président, se compose de représentants des sociétés et des fédérations membres de l’association (la présidence est composée d'un président, d’un vice-président principal, de trois vice-présidents et du président sortant).
- Groupes / groupes de travail : les spécialistes de l’industrie issus des organisations membres répondent aux interrogations relatives au marché gazier. Le Secrétariat général est chargé de gérer ses groupes et de coordonner leurs travaux.
- Le secrétariat général : il est chargé de la représentation, de la coordination et de la gestion quotidienne de l’association.